# ديك (أسطورة)
الديك (بالإنجليزية: Cock)‏ طائر ذکر يرمز صياحه في أساطير العالم لشروق الشمس، وفي الميثولوجيا اليونانية أن الكتريون صدیق الإله مارس الأثير، وعشيق أفروديت كان عليه أن ينبه الإله بغروب وشروق الشمس، لكنه أخذته سنة من النوم، فاكتشف إله الشمس علاقتهما الآثمة، فعاقب مارس صديقه بأن مسخه دیکا ظل منذ ذلك اليوم يحاول أن يصحح خطأه، فيعلن بصياحه قرب شروق الشمس، وربما كان هذا هو السبب في أن اليونانيين كانوا يوحدون بين هذا الطائر وبين الإله أبوللو إله الشمس، لكنهم يربطون بينه وبين الإلهة ديمتر Demeter، وبين ابنتها برسفوني أيضا بوصفها رمزا للخصوبة، ويستخدم الديك كقربان يقدم لكثرة من الآلهة.
فعند شعب الأزتيك بالمكسيك كثيرا ما يستبدل الديك بالقربان البشرى. وكان الرومان يقدموه قربانا للإله مارس إله الحرب، لكنه كان يقدم كذلك مع الثعبان، قربانا للإله أسكلبيوس Asclpius إله الطب والشفاء، وكذلك كان يفعل اليونان. وآخر عبارة نطفها سقراط قبل وفاته «إنني يا أقريطون مدین بديك لأكلبيوس، فهل أنت ذاكر أن ترد هذا الدين ؟» ( فيدون 118 - أ) ويبدو أنهم كانوا يعتقدون أن للديك بعض الخواص العلاجية.
أما في التراث المسيحي فقد ارتبط الديك بانكار القديس بطرس للمسيح. كما روت الأناجيل: إنك قبل أن يصيح الديك تكون قد أنكرتني ثلاث مرات (متی 29 : 70). وكذلك يرمز الديك إلى قيامة المسيح وتربعه على قمة الكنائس.